# Кожвинский район
Кожвинский район — административно-территориальная единица в составе Коми АССР, существовавшая в 1941—1959 годах. Центром района было село Усть-Кожва (не следует путать с рабочим посёлком Кожва).
Кожвинский район был образован в 1941 году в составе Коми АССР из части Усть-Усинского района. Первоначально в состав района входил рабочий посёлок Воркута, преобразованный в 1943 году в город республиканского подчинения.
По данным 1945 года Кожвинский район включал 7 с/с: (Адзьвинский, Конецборский, Петруньский, Сидоровский, Соколовский, Усть-Войский и Усть-Кожвинский), а также рабочие посёлки Абезь, Инта, Канин и Печора.
В 1949 году р. п. Канин и Печора были объединены в город районного подчинения Печора, а в 1952 году были образованы р. п. Верхняя Инта и Кожва.
В ноябре 1953 года из Кожвинского района был выделен Интинский район.
В 1959 году Кожвинский район был объединён с Усть-Усинским в новый Печорский район.